# Der Bunte Berg bei Eberschütz
Der Bunte Berg bei Eberschütz ist ein FFH- und Naturschutzgebiet in den hessischen Städten Trendelburg und Liebenau im Landkreis Kassel.

## Allgemeines
Das Naturschutzgebiet mit der Gebietsnummer 1633043 ist 31,7 Hektar groß. Es ist deckungsgleich mit dem gleichnamigen FFH-Gebiet. Nach Süden grenzt es an das Landschaftsschutzgebiet „Auenverbund Diemel“. Das Gebiet steht seit dem 17. Dezember 1996 unter Naturschutz.

## Beschreibung

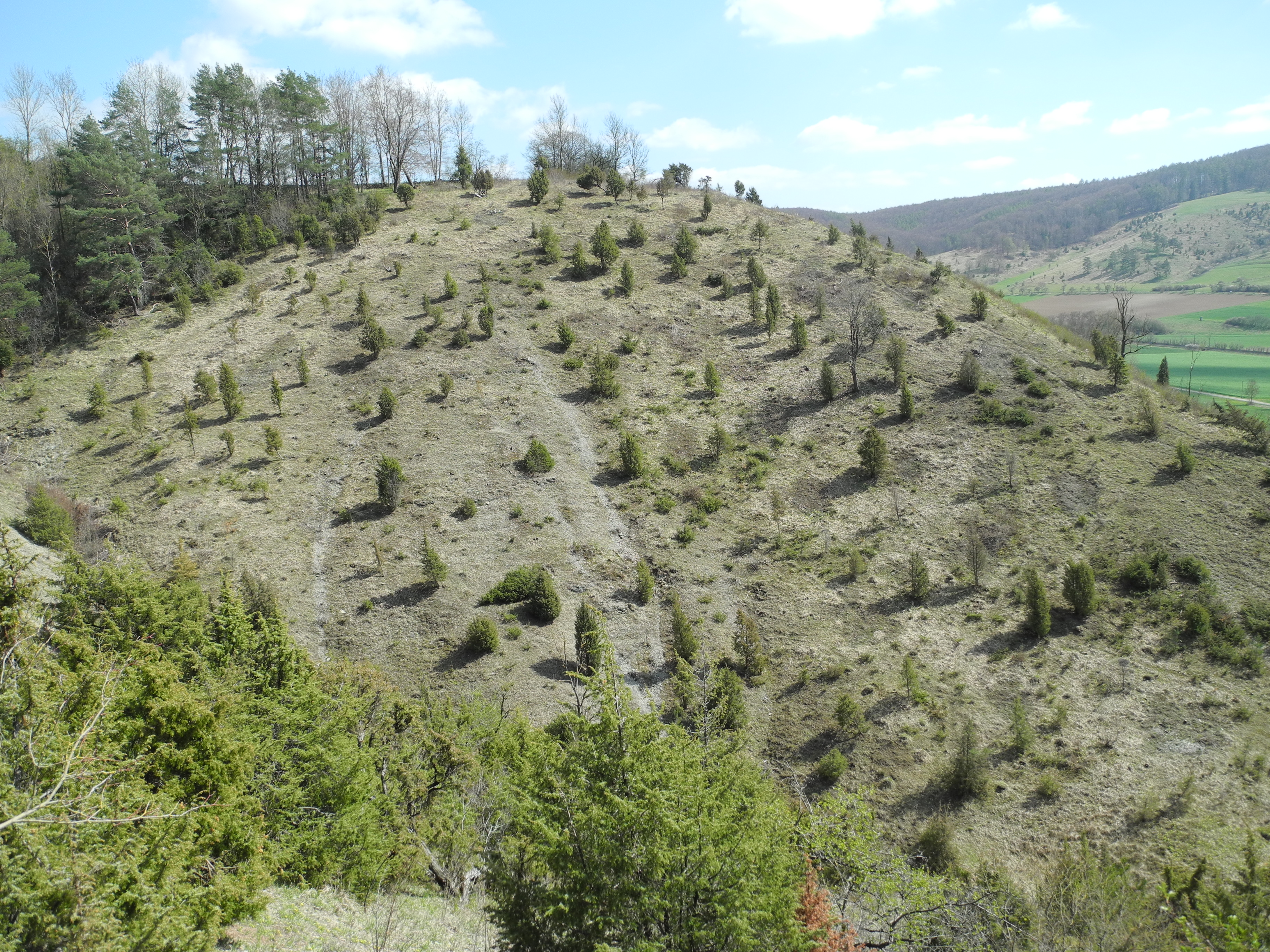
Offenland mit Wacholderbeständen

Das Naturschutzgebiet liegt nordwestlich von Hofgeismar im Naturpark Reinhardswald. Es stellt steil zur Diemel und dem Timmertal abfallende Hänge unter Schutz. Insbesondere im östlichen Bereich des Naturschutzgebietes auf den zur Diemel abfallenden, vielfach südexponierten Hängen sind Trockenrasen und orchideenreiche Wacholderheiden ausgebildet, an die sich verbuschte und bewaldete Flächen anschließen. Stellenweise sind Kalkschutthalden und Kalkfelsen zu finden. Der westliche Bereich des Naturschutzgebietes ist überwiegend bewaldet. In erster Linie stocken Kiefernwälder, teilweise sind Buchenwälder in der Ausprägung Waldmeister-Buchenwald ausgebildet.
Die Trockenrasen beherbergen eine artenreiche Tagfalterfauna. Insgesamt wurden im Gebiet 47 Tagfalterarten festgestellt, darunter beispielsweise Quendel- und Kreuzenzianameisenbläuling. 25 der nachgewiesenen Schmetterlingsarten gelten in Hessen als mindestens gefährdet. Reptilien sind durch Zauneidechse und Schlingnatter vertreten. Weiterhin sind im Gebiet unter anderem Uhu, Rotmilan und Neuntöter heimisch.
Das Naturschutzgebiet ist größtenteils von landwirtschaftlichen Nutzflächen umgeben. Im Süden grenzt es an die Landesstraße 3212. Die von Liebenau nach Deisel verlaufende Etappe 8 des Diemeltaler Schmetterlings-Steiges tangiert das Naturschutzgebiet.